# Julio Bernad
Julio Bernad Valmaseda (Saragozza, 17 ottobre 1929 – Saragozza, 9 luglio 2014) è stato un calciatore spagnolo, di ruolo difensore.

## Biografia
Anche suo figlio Juan Carlos Bernad è stato un calciatore professionista.

## Carriera
Nella stagione 1952-1953 militò nella Sociedad Deportiva Huesca nella Segunda División spagnola. Concluse il campionato al penultimo posto, in zona retrocessione.
Bernad si trasferì quindi al Real Saragozza, altra squadra aragonese, militante nella seconda serie spagnola.
Debuttò il 13 settembre 1953 contro il Barakaldo.
Nel 1956, il Real Saragozza allenato da Edmundo Suárez, ottenne la promozione in Primera División, battendo ai playoff il Deportivo Alavés nella partita decisiva. Bernad fu il capitano della squadra in quella stagione Nella sua carriera, Bernad collezionò in totale 55 presenze nella Liga spagnola, la prima delle quali fu il 9 settembre 1956 contro il Celta Vigo.
Si ritirò nel 1960. In totale disputò con la maglia del Real Saragozza 128 partite.